# 제3비행연대 (핀란드)
제3비행연대(핀란드어: Lentorykmentti 3; LeR 3)는 제2차 세계 대전 당시 핀란드 공군의 전투기 연대이다.

## 전투서열
계속전쟁
- 제24비행대대 (LLv.24) - 전투기
- 제26비행대대 (LLv.26) - 전투기
- 제30비행대대 (LLv.30) - 전투기
- 제32비행대대 (LLv.32) - 전투기
- 제34비행대대 (LLv.34) - 전투기

라플란드 전쟁
- 연대본부중대
- 제34비행대대 (LLv.34) - 전투기

종전 이후
- 제33비행대대 (LLv.34) - 전투기
- 제33비행대대 (LLv.34) - 전투기

사용 기체는 포커 D.XXI, 포커 C.X, 코드롱-르노 C.R.714, 브루스터 239 버팔로, 메서슈미트 Bf 109G, 피아트 G.50 프레치아, 호커 허리케인 1형, 폴리카르포프 I-153였다.

## 참고 자료
- Keskinen, Kalevi and Stenman, Kari: Finnish Air Force 1939-1945, Squadron/Signal publications, Carrolton, Texas, 1998, ISBN 0-89747-387-6